# Liberiaanse dollar
De dollar is de munteenheid van Liberia. Eén dollar is honderd cent.
Er worden geen munten gebruikt. Het papiergeld is beschikbaar in 5, 10, 20, 50 en 100 dollar.
De Amerikaanse dollar wordt eveneens als betaalmiddel gebruikt in Liberia.
De eerst munten werden in 1833 uitgegeven door de American Colonization Society en waren gebaseerd op het Amerikaanse betalingssysteem. De Liberiaanse regering gaf bankbiljetten uit tussen de vijftiger en tachtiger jaren van de 19e eeuw. Ook Britse ponden werden gebruikt omdat dit de munteenheid was in het buurland Sierra Leone. In 1913 werd de West-Afrikaanse shilling uitgegeven, die ook in Liberia werd gebruikt. In 1944 werd de Liberiaanse dollar geïntroduceerd en gekoppeld aan de Amerikaanse dollar. In de tijd dat het land verdeeld was circuleerden in de verschillende delen van het land 2 verschillende bankbiljetten. In 2001 werden bankbiljetten voor het gehele land uitgegeven.

## Bankbiljetten
| Waarde (S/.) | Kleur | Portret         |
| ------------ | ----- | --------------- |
| 5 dollar     | Rood  | Edward Roye     |
| 10 dollar    | Blauw | Joseph Roberts  |
| 20 dollar    | Bruin | William Tubman  |
| 50 dollar    | Paars | Samuel Doe      |
| 100 dollar   | Groen | William Tolbert |